# Channichthys bospori
Channichthys bospori är en fiskart som beskrevs av Shandikov, 1995. Channichthys bospori ingår i släktet Channichthys och familjen Channichthyidae. Inga underarter finns listade i Catalogue of Life.